# Bernard Le Nail
Bernard Le Nail (Paris, fevereiro de 1946 - 5 de janeiro de 2010) foi um escritor francês, reconhecido também pelo seu papel importante na promoção da Grã-Bretanha e sua história.
Formou-se na HEC Paris.